# Aston Kajara
Aston Kajara, född 19 september 1956, är en politiker från Uganda. Han är landets nuvarande finansminister.